# Décès en décembre 2007
Décès
- 2003
- 2004
- 2005
- 2006
- 2007
- 2008
- 2009
- 2010
- 2011

Pour une information complémentaire, voir la page d'aide.

| Date         | Nom                              | Activités | Âge | Source |
| ------------ | -------------------------------- | --- | --- | ------ |
| 1er décembre | Angelo Conterno                  | coureur cycliste italien | 81  |        |
| 1er décembre | Ken McGregor                     | joueur de tennis australien | 78  |        |
| 1er décembre | Stéphane Mosès                   | philosophe franco-israélienné en Allemagne. Professeur émérite de l'Université hébraïque de Jérusalem. | 76  |        |
| 1er décembre | Anton Rodgers                    | acteur britannique | 74  |        |
| 1er décembre | Rassim al-Jumaili                | comédien irakien | 69  |        |
| 2 décembre   | Jennifer Alexander               | danseuse américaine d'origine canadienne | 35  |        |
| 2 décembre   | Eleonora Rossi Drago             | actrice italienne | 82  |        |
| 2 décembre   | Józef Gomoluch                   | footballeur polonais | 68  |        |
| 2 décembre   | Władysław Pawelec                | compositeur polonais | 101 |        |
| 2 décembre   | Les Shannon                      | joueur et entraîneur de football britannique | 81  |        |
| 3 décembre   | Boško Antić                      | Footballeur et entraîneur yougoslave, serbe et bosnien. | 62  | (se)   |
| 3 décembre   | Jaime Fuster                     | juriste et homme politique portoricain. Membre de la Cour suprême. | 66  |        |
| 3 décembre   | Dante Isella                     | universitaire, philologue et critique littéraire italien | 85  |        |
| 3 décembre   | Angèle Patassé                   | première dame de la République centrafricaine de 1993 à 2003. Épouse de l'ancien président Ange-Félix Patassé. | 52  |        |
| 3 décembre   | Henri Salina                     | hommé d'Église suisse. Évêque de Saint-Maurice (Valais) et ancien président de la Conférence des évêques suisses. | 81  |        |
| 3 décembre   | Andrzej Skłodowski               | alpiniste polonais | 63  |        |
| 3 décembre   | Heloneida Studart                | femme politique, féministe, journaliste et romancière brésilienne. Surnommée la « Simone de Beauvoir du Brésil ». L’une des pionnières du féminisme dans son pays et cofondatrice du Parti des travailleurs et ancienne députée. | 75  |        |
| 4 décembre   | Krystal Arvisais                 | skieuse canadienne | 21  |        |
| 4 décembre   | Selma Human - Van Bennekum       | mother Dutch | 52  |        |
| 4 décembre   | Pimp C                           | rappeur américain | 33  |        |
| 4 décembre   | Jake Gaudaur                     | joueur canadien de football canadien | 87  |        |
| 4 décembre   | Norval Morrisseau                | peintre canadien | 75  |        |
| 4 décembre   | Chip Reese                       | joueur professionnel américain de poker | 56  |        |
| 4 décembre   | Carlos Valdés                    | musicien cubain | 81  |        |
| 5 décembre   | Esa Adrian                       | écrivain finlandais | 68  |        |
| 5 décembre   | Joe Brooks                       | acteur américain. | 83  |        |
| 5 décembre   | Foekje Dillema                   | athlète néerlandaise, spécialiste du sprint. Exclue des compétitions au début des années 1950, sous la fausse accusation d'être un homme.                                                                                        | 81  |        |
| 5 décembre   | Arnold Hardy                     | photographe américain. Lauréat du Prix Pulitzer en 1947. | 85  |        |
| 5 décembre   | Andrew Imbrie                    | compositeur américain | 86  |        |
| 5 décembre   | Jillian Kesner-Graver            | actrice américaine. Veuve du scénariste Gary Graver. | 58  |        |
| 5 décembre   | Alois Kracher                    | viticulteur autrichien de renommée internationale. Célèbre pour ses vins de dessert. | 48  |        |
| 5 décembre   | Evert Musch                      | peintre néerlandais. | 89  |        |
| 5 décembre   | Philippe Pouymayou               | homme politique français. Conseiller régional PS d'Aquitaine depuis 2004 et tête de liste aux élections municipales de 2008 de Bayonne.                                                                                          | 44  |        |
| 5 décembre   | Karlheinz Stockhausen            | compositeur allemand | 79  |        |
| 5 décembre   | Rene Villanueva                  | écrivain et dramaturge philippin | 53  |        |
| 5 décembre   | John Winter                      | athlète australien. Champion olympique du saut en hauteur (1948). | 83  |        |
| 5 décembre   | Hans Rudolf Zöbeley              | compositeur allemand de musique sacrée | 76  |        |
| 6 décembre   | Marcel Le Borgne                 | footballeur français. | 68  |        |
| 6 décembre   | Jacques Hébert                   | journaliste et sénateur canadien | 84  |        |
| 6 décembre   | Paul Parisot                     | journaliste, syndicaliste et résistant français. Un des membres fondateurs de l'Association des journalistes de l'information sociale (AJIS).                                                                                    | 90  |        |
| 6 décembre   | Rainer von Schilling             | éditeur allemand | 72  |        |
| 6 décembre   | Anders Svensson                  | footballeur suédois | 68  |        |
| 6 décembre   | András Szőllősy                  | compositeur hongrois | 86  |        |
| 7 décembre   | Fouad Hassan                     | homme politique indonésien | 78  |        |
| 7 décembre   | Klaus Kübler                     | homme politique allemand | 71  |        |
| 8 décembre   | Donald Burton                    | acteur britannique | 73  |        |
| 8 décembre   | Ioan Fiscuteanu                  | acteur roumain | 63  |        |
| 8 décembre   | Paul Guiramand                   | peintre et graveur français | 81  | (en)   |
| 8 décembre   | Wacław Karłowicz                 | prêtre catholique et résistant polonais | 100 |        |
| 8 décembre   | Renate Rausch                    | sociologue allemande | 77  |        |
| 8 décembre   | Al Scaduto                       | dessinateur américain | 79  |        |
| 8 décembre   | Max Œrtli                        | peintre et sculpteur suisse | 86  |        |
| 9 décembre   | Claudio Baccalà                  | artiste suisse | 84  |        |
| 9 décembre   | István Borzsák                   | universitaire hongrois, philologue, spécialiste de l'Antiquité. Membre de l'Académie des Sciences de Hongrie | 92  |        |
| 9 décembre   | Rene J. Cappon                   | journaliste américain | 83  |        |
| 9 décembre   | Jim Langley                      | footballeur britannique | 79  |        |
| 9 décembre   | Kurt Schmied                     | footballeur autrichien | 81  |        |
| 9 décembre   | Thore Skogman                    | acteur, chanteur et musicien suédois | 76  |        |
| 9 décembre   | Rafael Sperafico                 | pilote automobile brésilien | 26  |        |
| 9 décembre   | Gordon C. Zahn                   | sociologue américain | 89  |        |
| 10 décembre  | Arne Jansen                      | chanteur néerlandais | 56  |        |
| 10 décembre  | George Morris                    | joueur américain de football U.S | 76  |        |
| 10 décembre  | Jerry Ricks                      | chanteur et musicien américain | 67  |        |
| 10 décembre  | Gordon Samuels                   | homme politique australien. Gouverneur de Nouvelle-Galles du Sud de 1996 à 2001. | 84  |        |
| 11 décembre  | Rolland Boitelle                 | escrimeur et dirigeant sportif français. Président de la Fédération française d'escrime de 1981 à 1984, puis Président de la Fédération internationale d'escrime de 1984 à 1992.                                                 | 82  |        |
| 11 décembre  | Fernanda Botelho                 | écrivain portugais | 81  |        |
| 11 décembre  | Christie Hennessy                | auteur, compositeur et interprète irlandaise. | 62  |        |
| 11 décembre  | Johann Georg Koch                | juriste allemand. Président en exercice de la Cour criminelle de Bavière. | 55  |        |
| 11 décembre  | Ernest Wazenga Lingo             | comédien et metteur en scène de théâtre sud-africain | 70  |        |
| 11 décembre  | Karl Ludwig                      | archiduc d'Autriche. 5e enfant de l'empereur Charles Ier et de la princesse Zita. | 89  |        |
| 11 décembre  | Ottomar Pinto                    | homme politique brésilien. Gouverneur de l'État du Roraima depuis novembre 2004. | 76  |        |
| 11 décembre  | Nicolas Kao Shi Qian             | supercentenaire chinois. Homme d'Église trappiste Hongkongais. Doyen des Hongkongais et prêtre catholique le plus âgé du monde.                                                                                                  | 110 |        |
| 12 décembre  | Guy Le Borgne                    | général français de corps d'armée | 87  |        |
| 12 décembre  | Josep Guinovart                  | peintre, dessinateur et graveur espagnol | 80  |        |
| 12 décembre  | Hans Hansen                      | journaliste et dirigeant sportif allemand | 81  |        |
| 12 décembre  | Françoise Landowski-Caillet      | pianiste et peintre française | 90  |        |
| 12 décembre  | Helmut Sadlowski                 | footballeur allemand. Joueur emblématique de FC Schalke 04 | 78  | (en)   |
| 12 décembre  | Alfons Maria Stickler            | homme d'Église autrichien. Cardinal depuis 1985, membre le plus âgé du Sacré Collège, bibliothécaire de la bibliothèque apostolique vaticane et archiviste chargé des Archives secrètes du Vatican.                              | 97  |        |
| 12 décembre  | Ike Turner                       | chanteur et musicien américain | 76  |        |
| 12 décembre  | Iouli Vorontsov                  | diplomate russe. Dernier ambassadeur soviétique (1990-1991) et premier de Russie (1991-1994) aux Nations unies, puis ambassadeur de Russie aux États-Unis.                                                                       | 78  |        |
| 12 décembre  | François el-Hajj                 | général libanais | 54  |        |
| 13 décembre  | Henri Autran                     | peintre français | 81  |        |
| 13 décembre  | Philippe Clay                    | chanteur et acteur français | 80  |        |
| 13 décembre  | André Manny                      | pilote automobile canadien | 77  |        |
| 13 décembre  | Gaetano Michetti                 | homme d'Église italien. Archevêque de Pesaro de 1975 à 1998. | 85  |        |
| 13 décembre  | Alain Payet                      | réalisateur français de films pornographiques. | 60  |        |
| 13 décembre  | Victor Sueiro                    | journaliste et présentateur de télévision argentin | 64  |        |
| 13 décembre  | Floyd Westerman                  | chanteur et acteur américain. Militant de l'American Indian Movement. | 71  |        |
| 14 décembre  | Paul El Hadidji                  | footballeur français | 89  |        |
| 14 décembre  | Yu Hanai                         | joueur professionnel de baseball japonais | 75  |        |
| 14 décembre  | Grygori Nestor                   | supercentenaire ukrainien. Doyen de l'Ukraine. | 116 |        |
| 14 décembre  | Alain Payet                      | réalisateur français | 60  |        |
| 15 décembre  | Jean Bottéro                     | historien français. Spécialiste de la Bible et du Moyen-Orient antique. | 93  |        |
| 15 décembre  | Julia Carson                     | femme politique américaine. Représentante de l'Indiana depuis 1997. | 69  |        |
| 15 décembre  | Fernando Romo Gutiérrez          | homme d'Église mexicain. Archevêque de Torreón (Mexique). | 92  |        |
| 15 décembre  | André Jorrand                    | compositeur et organiste français | 86  |        |
| 15 décembre  | Diane Middlebrook                | écrivain et poétesse américaine | 68  |        |
| 16 décembre  | Zbigniew Brzezinski              | professeur de médecine polonais, spécialiste de l'épidémiologie | 79  |        |
| 16 décembre  | Dan Fogelberg                    | chanteur et auteur-compositeur américain | 56  |        |
| 16 décembre  | Harald Genzmer                   | compositeur allemand | 98  |        |
| 16 décembre  | Ivan Nemet                       | joueur d'échecs (Grand maitre) suisse | 64  |        |
| 16 décembre  | Karlheinz Schädlich              | historien allemand | 76  |        |
| 16 décembre  | Serge Vinçon                     | homme politique français. Sénateur UMP du Cher depuis 1989. | 58  |        |
| 17 décembre  | John Berg                        | acteur américain | 58  |        |
| 17 décembre  | Joel Dorn                        | producteur de disques américain | 65  |        |
| 17 décembre  | Jim Holstein                     | joueur de basket-ball américain. Vedette des Lakers de Los Angeles dans les années 1950 | 77  |        |
| 17 décembre  | Tom Murphy                       | homme politique américain. Speaker de la chambre des Représentants de la Géorgie de 1973 à 2002. | 83  |        |
| 17 décembre  | Celestino Piatti                 | graphiste suisse | 85  |        |
| 18 décembre  | Zbigniew Batko                   | écrivain, scénariste et traducteur polonais | 67  |        |
| 18 décembre  | Gerald Le Dain                   | juriste canadien. Juge à la Cour suprême du Canada | 83  |        |
| 18 décembre  | Conny Gasser                     | directeur de cirque suisse | 69  |        |
| 18 décembre  | Kazuyuki Miyauchi                | musicien japonais. Guitariste du groupe Ice. | 43  |        |
| 18 décembre  | Bill Strauss                     | écrivain américain | 60  |        |
| 19 décembre  | Ismaïl Gulgee                    | peintre pakistanais | 75  |        |
| 19 décembre  | Bernard Kessedjian               | diplomate français. Ambassadeur français en Algérie (1992-1994), en Grèce (1995-2000), auprès de l'ONU à Genève (2001-2005) et au Vatican depuis 2005.                                                                           | 64  |        |
| 19 décembre  | Karl Klein                       | syndicaliste autrichien | 57  |        |
| 20 décembre  | Christian Bourgois               | éditeur français | 74  |        |
| 20 décembre  | Tommy Byrne                      | joueur américain de baseball | 87  |        |
| 20 décembre  | Arabella Churchill               | fondatrice de l'association humanitaire Children's World. Petite-fille de Winston Churchill. | 58  |        |
| 20 décembre  | Russell Coffey                   | soldat américain. Un des trois derniers vétérans américains de la Première Guerre mondiale. | 109 |        |
| 20 décembre  | Peer Hultberg                    | écrivain danois | 72  |        |
| 22 décembre  | Gilbert Ducros                   | industriel et épicier français | 79  |        |
| 22 décembre  | Julien Gracq                     | écrivain français | 97  |        |
| 22 décembre  | Chrysostome Ier                  | primat de l'Église orthodoxe de Chypre de 1977 à 2006 | 80  |        |
| 22 décembre  | Perline Razafiarisoa             | chanteuse de hira gasy (opéra populaire) malgache | 44  |        |
| 22 décembre  | René Rocco                       | footballeur Italien. | 69  |        |
| 22 décembre  | Lucien Teisseire                 | coureur cycliste français | 87  |        |
| 22 décembre  | Takashi Yamamoto                 | homme politique japonais | 58  |        |
| 23 décembre  | Abderrahim Benabdejlil           | ancien ministre délégué auprès du premier ministre chargé des affaires administratives marocain. | 75  |        |
| 23 décembre  | Aloísio Lorscheider              | homme d'Église brésilien. Cardinal, partisan de la théologie de la libération dans les années 1970. | 83  |        |
| 23 décembre  | Hans Mild                        | footballeur international suédois également hockeyeur | 73  |        |
| 23 décembre  | Oscar Peterson                   | pianiste et compositeur de jazz canadien | 82  |        |
| 23 décembre  | Frank Swaelen                    | homme politique belge. Ministre de la Défense de 1980 à 1981 et président du Sénat de 1988 à 1999. | 77  |        |
| 24 décembre  | Reinhard Heß                     | entraîneur de l'équipe d'Allemagne de saut à ski de 1993 à 2003 | 62  |        |
| 24 décembre  | Andreas Matzbacher               | coureur cycliste autrichien | 25  |        |
| 25 décembre  | Tommy Harmer                     | footballeur anglais | 79  |        |
| 25 décembre  | Pat Kirkwood                     | actrice britannique | 86  |        |
| 25 décembre  | Hans Otte                        | pianiste et compositeur allemand | 81  |        |
| 25 décembre  | Ketty Schwartz                   | chercheuse française, présidente du conseil scientifique de l'Association Française contre les Myopathies | 70  |        |
| 26 décembre  | Raúl Bernao                      | footballeur argentin | 66  |        |
| 26 décembre  | Jim Castiglia                    | joueur américain de football U.S et de baseball | 89  |        |
| 26 décembre  | Joe Dolan                        | chanteur irlandais | 78  |        |
| 27 décembre  | Nora Bernard                     | Militante micmaque canadienne | 72  | (en)   |
| 27 décembre  | Benazir Bhutto                   | ancienne premier ministre pakistanaise | 54  |        |
| 27 décembre  | Jerzy Kawalerowicz               | cinéaste polonais | 85  |        |
| 27 décembre  | Jaan Kross                       | écrivain estonien | 87  |        |
| 27 décembre  | Marcel Saint-Germain             | humoriste canadien | 68  |        |
| 27 décembre  | Pierre Gaston d'Orléans-Bragance | homme politique brésilien. L'un des deux prétendants au trône du Brésil. | 94  |        |
| 28 décembre  | Sun Daolin                       | acteur et metteur en scène chinois | 86  |        |
| 28 décembre  | Serigne Saliou Mbacké            | chef religieux sénégalais | 92  |        |
| 28 décembre  | Jiří Pauer                       | compositeur, professeur et directeur musical tchèque | 88  | (en)   |
| 29 décembre  | Narciso de Andrade               | poète brésilien | 82  |        |
| 29 décembre  | Roger Delpey                     | écrivain français. L'un des protagonistes de l'affaire des diamants. | 81  |        |
| 29 décembre  | Phil O'Donnell                   | footballeur internatioanl écossais, décès survenu pendant un match. | 35  |        |
| 29 décembre  | Abdullah ben Hussein al-ahmar    | homme politique yéménite. Président de la Chambre des représentants depuis 1993. | 74  |        |
| 30 décembre  | Bert Bolin                       | climatologue suédois. Un des cofondateurs du Groupe d'experts intergouvernemental sur l'évolution du climat (Giec) lauréat du Prix Nobel de la paix 2007.                                                                        | 82  |        |
| 31 décembre  | Tommy Dickson                    | footballeur britannique | 78  | (en)   |
| 31 décembre  | Claude Le Baube                  | peintre et illustrateur français | 88  |        |
| 31 décembre  | Markku Peltola                   | acteur et musicien finlandais | 51  |        |
| 31 décembre  | Ettore Sottsass                  | architecte et designer italien | 90  |        |